# Nicolas Isimat-Mirin
Nicolas Isimat-Mirin, né le 15 novembre 1991 à Meudon, est un footballeur français qui joue au poste de défenseur à l'Athens Kallithéa.

## Biographie

### INF Clairefontaine et Stade rennais
Nicolas Isimat-Mirin passe par l'INF Clairefontaine entre 2004 et 2007. Il est alors recruté par le Stade rennais dont il intègre le centre de formation en 2007. Il reste deux ans en Bretagne, mais n'est pas conservé par le club.

### Valenciennes FC
Isimat-Mirin rejoint alors le Valenciennes FC, qui vient d'inaugurer son centre de formation, en 2009. Rapidement, il s'impose avec la réserve du club nordiste, en CFA2, puis est intégré par Philippe Montanier au groupe professionnel, et fait une première apparition sur une feuille de match de Ligue 1 contre Bordeaux, le 28 avril 2010. 
Quelques mois plus tard, il effectue la préparation estivale avec le groupe professionnel, puis fait sa première apparition en Ligue 1 le 26 septembre 2010 au stade Francis-Le Blé contre le Stade brestois, titularisé d'entrée de jeu. Il signe son premier contrat professionnel, d'une durée de trois ans le 19 octobre 2010. Le 8 septembre 2011 il prolonge d'un an avec Valenciennes.
Il marque son premier but en Ligue 1 le 20 novembre 2011, lors d'un match face à Auxerre, et permet à son équipe de l'emporter 2-1.

### AS Monaco
En juin 2013, il s'engage pour quatre saisons avec l'AS Monaco, contre une indemnité de transfert de 4 millions d'euros,. Barré en défense centrale par Abidal, Carvalho et Raggi, il fait ses débuts monégasques le 30 octobre 2013 lors d'un match de coupe de la Ligue à Reims (défaite 1-0).

### PSV Eindhoven
Peu utilisé et mis à l'écart en Principauté, il est prêté avec option d'achat au PSV Eindhoven le 1er septembre 2014. Il inscrit son premier but en terres néerlandaises le 15 mars 2015 en offrant la victoire au PSV face au FC Groningue (27e journée, victoire 2-1).
Convaincant lors de son prêt, il s'engage définitivement avec le PSV le 26 juin 2015 et signe un contrat de quatre ans.

### Beşiktaş
Le 7 janvier 2019, il rejoint la Süper Lig en signant au Beşiktaş.

### Toulouse FC
Le 21 août 2019, il est prêté avec option d'achat au Toulouse FC pour une saison. Il marque dès la troisième minute de jeu lors d'un match face au RC Strasbourg le 8 décembre 2019.

### Sporting de Kansas City
Libre, il rejoint les États-Unis et signe le 3 février 2021 au Sporting de Kansas City en Major League Soccer. Le 15 novembre 2022, au terme de la saison, le Sporting annonce que son contrat n'est pas renouvelé.

### Vitesse Arnhem
Le 10 janvier 2023, Nicolas s'engage librement avec le Vitesse Arnhem.

## Palmarès

### En club
| AS Monaco - Championnat de France - Vice-champion : 2014 |  | PSV Eindhoven - Championnat des Pays-Bas - Champion : 2015, 2016 et 2018 - Supercoupe des Pays-Bas - Vainqueur : 2015 et 2016 |

## Statistiques
| Saison                | Club                    | Championnat           | Championnat | Championnat | Coupe nationale | Coupe nationale | Coupe de la Ligue | Coupe de la Ligue | Supercoupe | Supercoupe | Compétition(s) continentale(s) | Compétition(s) continentale(s) | Compétition(s) continentale(s) | Total | Total |
| Saison                | Club                    | Division              | M.          | B.          | M.              | B.              | M.                | B.                | M.         | B.         | Comp.                          | M.                             | B.                             | M.    | B.    |
| 2010-2011             | Valenciennes FC         | Ligue 1               | 10          | 0           | 1               | 0               | 2                 | 0                 | -          | -          | -                              | -                              | -                              | 13    | 0     |
| 2011-2012             | Valenciennes FC         | Ligue 1               | 34          | 1           | 2               | 1               | -                 | -                 | -          | -          | -                              | -                              | -                              | 36    | 2     |
| 2012-2013             | Valenciennes FC         | Ligue 1               | 29          | 0           | 1               | 0               | 1                 | 0                 | -          | -          | -                              | -                              | -                              | 31    | 0     |
| Sous-total            | Sous-total              | Sous-total            | 73          | 1           | 4               | 1               | 3                 | 0                 | -          | -          | -                              | -                              | -                              | 80    | 2     |
| 2013-2014             | AS Monaco               | Ligue 1               | 6           | 0           | 4               | 0               | 1                 | 0                 | -          | -          | -                              | -                              | -                              | 11    | 0     |
| 2014-2015             | PSV Eindhoven (prêt)    | Eredivisie            | 15          | 1           | 3               | 0               | -                 | -                 | -          | -          | C3                             | 6                              | 0                              | 24    | 1     |
| 2015-2016             | PSV Eindhoven           | Eredivisie            | 17          | 0           | 3               | 0               | -                 | -                 | 1          | 0          | C1                             | 5                              | 0                              | 26    | 0     |
| 2016-2017             | PSV Eindhoven           | Eredivisie            | 28          | 2           | 2               | 0               | -                 | -                 | 1          | 0          | C1                             | 6                              | 0                              | 37    | 2     |
| 2017-2018             | PSV Eindhoven           | Eredivisie            | 32          | 1           | 3               | 1               | -                 | -                 | -          | -          | C3                             | 2                              | 0                              | 37    | 2     |
| 2018-2019             | PSV Eindhoven           | Eredivisie            | 1           | 0           | 2               | 1               | -                 | -                 | -          | -          | C1                             | 3                              | 0                              | 6     | 1     |
| Sous-total            | Sous-total              | Sous-total            | 93          | 4           | 13              | 2               | -                 | -                 | 3          | 0          | -                              | 22                             | 0                              | 131   | 6     |
| 2018-2019             | Beşiktaş JK             | Eredivisie            | 14          | 0           | -               | -               | -                 | -                 | -          | -          | -                              | -                              | -                              | 14    | 0     |
| 2019-2020             | Toulouse FC (prêt)      | Ligue 1               | 14          | 1           | 0               | 0               | 2                 | 0                 | -          | -          | -                              | -                              | -                              | 16    | 1     |
| 2021                  | Sporting de Kansas City | MLS                   | 15          | 1           | -               | -               | -                 | -                 | -          | -          | -                              | -                              | -                              | 15    | 1     |
| 2022                  | Sporting de Kansas City | MLS                   | 28          | 0           | 3               | 0               | -                 | -                 | -          | -          | -                              | -                              | -                              | 31    | 0     |
| Sous-total            | Sous-total              | Sous-total            | 43          | 1           | 3               | 0               | -                 | -                 | -          | -          | -                              | -                              | -                              | 46    | 1     |
| Total sur la carrière | Total sur la carrière   | Total sur la carrière | 243         | 7           | 24              | 3               | 6                 | 0                 | 3          | 0          | -                              | 22                             | 0                              | 298   | 10    |